# 4-هيدروكسي نورإفدرين
4-هيدروكسي نورإفدرين أو p-هيدروكسي نورإفدرين (PHN) هو المشابه البنيوي بارا-هيدروكسي (الذي أضيفت له مجموعة هيدروكسيل في الذرة الرابعة من الحلقة العطرية) لنورإفدرين وهو مستقلب نشط للأمفيتامين ومحفز للجهاز العصبي الودي. وحين يظهر كمستقلب للأمفيتامين، فإن إنتاجه يحدث عبر كل من 4-هيدروكسي أمفيتامين ونورإفدرين.

## هوامش
1. ↑  تبين أن 4-هيدروكسي أمفيتامين يُستقلب إلى 4-هيدروكسينورإفدرين بواسطة بيتا-هيدروكسيلاز الدوبامين (DBH) في المختبر ويُفترض أن استقلابا مماثلا يحدث في الجسم الحي.[6][11] تقترح أدلةٌ من دراسات قامت بقياس تأثير تراكيز DBH في المصل على استقلاب 4-هيدروكسي أمفيتامين في البشر إلى احتمال وجود إنزيم مختلف يتوسط تحويل 4-هيدروكسي أمفيتامين إلى 4-هيدروكسي إيفيدرين.[11][13] ورغم ذلك، تشير أدلة أخرى من دراساتٍ على الحيوانات إلى أن هذا التفاعل  يُحفَّز بواسطة DBH في حويصلات المشبكية داخل العصبونات نُورأدرينالينة الفعل في الدماغ.[14][15]